# Грб Бродско-посавске жупаније
Грб Бродско-посавске жупаније је званични грб хрватске територијалне јединице, Бјеловарско-билогорска жупанија. 
Грб је у садашњем облику усвојен је 23. маја 2006. године.

## Опис грба
Грб Бродско-посавске жупаније је грб са плавом бојом штита, омјера висине и ширине 3:2. Посред штита се налази сребрна таласаста (валовита) греда, изнад које се налази пет златних шестокраких звезда, а испод златна куна у трку окренута према десно. Сребрна валовита греда симболизује реку Саву.